# Publishing Praxis
Publishing Praxis (Eigenschreibweise: PUBLISHINGPRAXIS) ist eine deutschsprachige Fachzeitschrift für digitalen Workflow, Medienproduktion und Digitaldruck. Im Mai 1995 erschien die erste Ausgabe des Fachmagazins als Vorreiter auf dem Themengebiet professionelles Publizieren im deutschsprachigen Raum. Bis heute hat sich das Fachmagazin mit den Fachzeitschriften Pablo Electronic Publishing (München), der Fachzeitschrift Invers (Freiburg) und der Fachzeitschrift Digital Publisher (Tamsweg) vereinigt. Seit September 2007 ist Publishing Praxis offizieller Medienpartner des Fachverband Medienproduktioner e. V. (FMP). Publishing Praxis wird vorwiegend in den Ländern Deutschland, Österreich und der Schweiz verbreitet.
Der Verlag stellte die Erscheinung der Publishing Praxis Anfang 2011 ein und ließ sie teilweise in die Page übergehen. Offiziell ist vom Verlag keine Stellungnahme hierzu zu finden. Alle Internet-Links, die auf publish.de zeigen, werden kommentarlos auf print.de umgeleitet.
Publishing Praxis erschien in der Deutscher Drucker Verlagsgesellschaft mbH & Co. KG, einer hundertprozentigen Tochtergesellschaft der Fachverlagsgruppe Ebner (Ulm). Sitz der Redaktion ist Ostfildern nahe Stuttgart. Als Herausgeber fungiert Kurt K. Wolf, Fachredakteur und Fachreferent sowie deutscher Korrespondent für den amerikanischen Seybold Report.
Die Deutscher Drucker Verlagsgesellschaft gibt für die Druckindustrie weiterhin die Fachzeitschriften Deutscher Drucker, Graphische Palette und Versio heraus. Gemeinsam mit Deutscher Drucker betreibt Publishing Praxis das IVW-geprüfte Internetportal www.publish.de. In einem Joint-Venture mit einem südamerikanischen Verleger erscheinen die beiden Fachzeitschriften Printcom Brasil (in portugiesischer Sprache) und Printcom Latina (in spanischer Sprache). Außerdem erscheint die Fachzeitschrift Printcom Russia (in russischer Sprache).

## Themen
Das redaktionelle Konzept des Magazins orientiert sich konsequent am digitalen Produktionsworkflow, von der Druckvorstufe über den Digitaldruck bis hin zur passenden Druckweiterverarbeitung. Schwerpunktthema aller Ausgaben ist der Digitaldruck. Das Fachmagazin bietet Informationen für Anwender und Entscheider in Werbeagenturen, Vorstufenbetrieben, Verlagen, Werbeabteilungen und Druckereien.

## Testberichte und Schwerpunkte
Die Leser erfahren, wie Prepress, Imaging, Digitaldruck und Weiterverarbeitung funktionieren. Aktuelle News, Produkttests und Marktübersichten, Hintergrundberichte, Grundlagen, Tipps und Tricks, Analysen, Anwenderreportagen sowie Expertenkurse liefern Fachwissen für die Gestaltung von Produktionsabläufen und das Treffen von Investitionsentscheidungen. Die exklusiven Einzel- und Vergleichstests spezieller Produkte werden – wenn möglich – unter praxisnahen Bedingungen durchgeführt. Das Titel-Thema einer jeden Ausgabe spiegelt sich im Fokus-Bericht Digitaldruck wider.
Die Rubrik Invers des Fachmagazins befasst sich, in jeder Ausgabe auf einer anderen ausgewählten Papierart gedruckt und sich haptisch vom restlichen Magazinpapier unterscheidend, mit den Themengebieten Papier, Typografie und Gestaltung.
Zweimal jährlich veröffentlicht Publishing Praxis die Beilage Publish.de – Der Webguide der deutschen Druckindustrie. In diesem Nachschlagewerk sind eine Vielzahl von Internet-Adressen, gegliedert nach den Kategorien Hersteller, Handel, Dienstleister und Verbände, der Druck- und Medienindustrie ausgewählt und kommentiert.

## Innovationspreis der Deutschen Druckindustrie
Seit 2004 werden bei diesem Branchenaward, einer Initiative von Publishing Praxis, Deutscher Drucker, Grafische Palette, Versio und Page, Printprodukte und Unternehmen sowie neuartige technologische Lösungen ausgezeichnet. Der Wettbewerb soll die Attraktivität und Leistungsfähigkeit der Druckindustrie nach innen und nach außen unterstreichen. Schirmherr der Brancheninitiative ist der Bundesminister für Wirtschaft und Technologie, Karl-Theodor zu Guttenberg.
Der Innovationspreis der Deutschen Druckindustrie umfasst die Bereiche Druckprodukte, Marketing und Technologie mit jeweils mehreren Kategorien. Die Kategorie Corporate Publishing wird in Zusammenarbeit mit dem FCP Forum Corporate Publishing ausgelobt.
Aus den Einsendungen im Bereich Druckprodukte werden zudem mehrere Sonderpreise zusätzlich von der Fachjury vergeben: Der Sonderpreis Druckweiterverarbeitung in Zusammenarbeit mit dem DID Deutsches Institut Druck e. V., der FMP-Award für besonders innovative Medienproduktionen in Kooperation mit dem Fachverband der Medienproduktioner sowie der Sonderpreis High Volume Printing.
Teilnehmen können je nach Kategorie Druckereien, Agenturen, Fotostudios, Verlage, Vorstufenbetriebe und Weiterverarbeitungsunternehmen sowie Druckeinkäufer mit Firmensitz oder Niederlassung in Deutschland, Berufs- und Technikerschulen in Deutschland sowie die internationale Zulieferindustrie. Bei den Printprodukten werden nicht nur die Dienstleister, sondern auch deren Auftraggeber ausgezeichnet.